# Kelner (film 2018)
Kelner (ang. The Waiter) – grecki dreszczowiec z 2018 roku w reżyserii Steve'a Krikrisa, z Arisem Servetalisem w roli głównej.

## Premiera
Film miał swoją światową premierę podczas Międzynarodowego Festiwalu Filmowego w Salonikach 5 listopada 2018 roku. Do sal kinowych w Grecji trafił 4 kwietnia 2019 roku. W Polsce prezentowany był na Festiwalu Filmu i Sztuki „Dwa Brzegi” 29 lipca 2019 roku.

## Fabuła
Akcja filmu rozgrywa się w Atenach w czasach współczesnych. Renos, pracujący jako kelner w wykwintnej restauracji, poznaje w pralni publicznej swojego sąsiada Milana. Z czasem Milan znika. Zaintrygowany jego losem Renos odkrywa przerażającą prawdę.

## Obsada
W filmie wystąpili m.in.:
- Aris Servetalis jako Renos
- Yannis Stankoglou jako Blondyn
- Alexandros Mavropoulos jako „Grzmot”
- Chiara Gensini jako Tzina
- Antonis Myriagos jako Milan
- Yorgos Glastras
- Maria Kallimani

## Nominacje i nagrody (wybrane)
- Międzynarodowy Festiwal Filmowy w Pekinie 2019[5]
  - wygrana: Tiantian Award dla najlepszego aktora – Aris Servetalis
  - wygrana: Tiantian Award za najlepszą muzykę – Coti K.
  - nominacja: Tiantian Award dla najlepszego filmu – Steve Krikris
- Międzynarodowy Festiwal Filmowy w Bari 2019
  - nominacja: Główna nagroda – Steve Krikris[5]
- Hellenic Film Academy Awards 2019[5]
  - wygrana: Najlepszy aktor – Aris Servetalis
  - wygrana: Najlepszy aktor drugoplanowy – Yannis Stankoglou
  - wygrana: Najlepsza muzyka – Coti K.
  - wygrana: Najlepsza scenografia – Kostas Pappas
- Międzynarodowy Festiwal Filmowy w Pradze 2019
  - nominacja: Najlepszy film